# 2009年夏季世界大學運動會中華台北代表團
2009年夏季世界大學運動會中華台北代表團是中華民國（台灣）以“中華台北”名義，參與在塞爾維亞貝爾格勒舉行的2009年夏季世界大學生運動會。最終獲得7金5銀5銅，總共17面獎牌。

## 獎牌得主
| 獎牌 | 運動員                 | 運動   | 項目                    |
| ---- | ---------------------- | ------ | ----------------------- |
| 金牌 | 陳麗如、溫玉君、林佳瑩 | 射箭   | 女子團體複合弓          |
| 金牌 | 江宏傑                 | 桌球   | 男子單打                |
| 金牌 | 江宏傑、黃怡樺         | 桌球   | 混合雙打                |
| 金牌 | 易楚寰、李欣翰         | 網球   | 男子雙打                |
| 金牌 | 易楚寰、莊佳容         | 網球   | 混合雙打                |
| 金牌 | 曾憶萱                 | 跆拳道 | 女子雛量級(51-55公斤級) |
| 金牌 | 王沁芳                 | 柔道   | 女子第四級(57-63公斤級) |
| 銀牌 | 王正邦                 | 射箭   | 男子個人反曲弓          |
| 銀牌 | 王正邦、郭振維、宋佳駿 | 射箭   | 男子團體反曲弓          |
| 銀牌 | 吳志祺、陸雲鳳         | 桌球   | 混合雙打                |
| 銀牌 | 楊淑君                 | 跆拳道 | 女子蠅量級(47-51公斤級) |
| 銀牌 | 曾珮華                 | 跆拳道 | 女子羽量級(55-59公斤級) |
| 銅牌 | 黃怡樺                 | 桌球   | 女子單打                |
| 銅牌 | 李欣翰、易楚寰         | 網球   | 男子團體                |
| 銅牌 | 鄭嘉慶                 | 跆拳道 | 男子鰭量級(-54公斤級)   |
| 銅牌 | 丁如意                 | 跆拳道 | 女子鰭量級(-47公斤級)   |
| 銅牌 | 張瓊芳                 | 跆拳道 | 女子輕量級(59-63公斤級) |

## 田徑
選手：王耀輝、張銘煌、李文華、易緯鎮、林家瑩、林怡君、謝佳翰、梁澤敬、何盡平、蔡易達

## 游泳
選手：許志傑

## 競技體操
選手：黃盛盟、黃泰益、林祥威、盧彥廷

## 射箭
反曲弓選手：王正邦、郭振維、宋佳駿、袁叔琪、雷千瑩、吳蕙如
複合弓選手：陳麗如、溫玉君、林佳瑩

## 籃球
選手：李婉婷、黃凡珊、陳鈺君、吳旻芳、張寧、曹雅欣、黃品蓁、徐千惠、吳欣穎、張詩婕、顏嘉萱、何珊珊

## 桌球
選手：江宏傑、黃怡樺、吳志褀、陸雲鳳、賴冠珅、莊哲偉、黃聖盛、李伊真、劉馨尹、潘俐君

## 網球
選手：易楚寰、李欣翰、莊佳容、詹謹瑋、黃怡萱、陳奕達、彭賢尹

## 排球
選手：黃秀敏、陳慧貞、陳怡如、曾姿瑜、李怡萍、林均怡、鄧衍敏、陳婉菁、鍾玓芸、曾華鈺、廖琬如、張莘怡

## 跆拳道
選手：曾憶萱、楊淑君、曾珮華、丁如意、張瓊芳、鄭嘉慶、曾敬翔、曾群傑、黃婷玉、吳明傑、趙理揚、孫愛奇、徐正鴻、陳捷、紀佑學、劉聖宏

## 柔道
選手：王沁芳、吳陳穎、楊憲慈、柯義乾、侯樺萱、方思婷